# Austrolimnophila (Austrolimnophila) tergifera
Austrolimnophila (Austrolimnophila) tergifera is een tweevleugelige uit de familie steltmuggen (Limoniidae). De soort komt voor in het Neotropisch gebied.